# Celebración del V Centenario del Descubrimiento de América

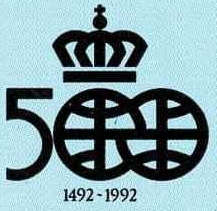
Logotipo oficial de la conmemoración

Las celebraciones por el V Centenario del Descubrimiento de América fueron un conjunto de actuaciones destinadas a conmemorar tanto la llegada de los españoles en 1492 al continente americano como la importancia de este hecho en la historia universal. Para tal fin el Gobierno español nombró a la Comisión Nacional para la Conmemoración del V Centenario del Descubrimiento de América con la finalidad de preparar, programar, organizar, coordinar y ejecutar las actividades destinadas a la celebración de dicho acontecimiento. La Junta de Andalucía constituyó, para tal fin, la Comisión Parlamentaria Andaluza del V Centenario y la Diputación Provincial de Huelva el Patronato Provincial del V Centenario.
Los Lugares colombinos protagonizaron actuaciones de restauración en sus principales monumentos, así como multitud de actos conmemorativos, rememorando la participación clave de Palos de la Frontera, su monasterio de La Rábida y Moguer en el viaje descubridor. Así mismo, aprovechando esta conmemoración, en Sevilla se celebró la Exposición Universal "Expo 92".
También se hizo un viaje repitiendo el primer viaje de Colón a las Américas con réplicas, construidas con métodos artesanales, de los navíos originales: la Pinta, la Niña y la Santa María.

## Conmemoración en losLugares colombinos
Los Lugares colombinos fueron foco de las actividades conmemorativas y celebraciones. El Convenio Colon 92 suscrito entre el Ayuntamiento de Moguer y Palos de la Frontera, y las Consejerías de Cultura y de Obras Públicas de la Junta de Andalucía con un montante total de 6.000.000 € (1000 millones de pesetas) sufragaron la restauración de los principales monumentos de ambos municipios. Se celebraron multitud de exposiciones y actividades culturales, fueron visitados por los Reyes de España Juan Carlos I y Sofía, y el papa Juan Pablo II.

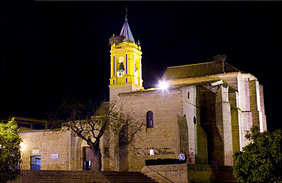
Iglesia de San Jorge.

### Palos de la Frontera
En Palos de la Frontera las celebraciones tuvieron una vertiente de recuperación y mejora del patrimonio relacionado con el descubrimiento, y por otro la celebración de todo tipo actividades.
Las restauraciones y mejoras realizadas en su patrimonio, fueron sufragadas con el Convenio Colon 92 suscrito con el Ayuntamiento de Palos y las Consejerías de Cultura y de Obras Públicas de la Junta de Andalucía con un montante total de 500 millones de pesetas (3.000.000 €). 
Se recuperaron los principales hitos colombinos del municipio como la iglesia de San Jorge, la Fontanilla, el Monasterio de La Rábida y se construyó el Muelle de las Carabelas. Se realizó, por un equipo investigadores de la Consejería de Cultura de la Junta de Andalucía, una prospección geotécnica en las orillas de rio Tinto, para localizar la ubicación exacta del antiguo Puerto de Palos, que concluyó en un estudio previo sobre su localización. También se construyó el paseo que une las cascos urbanos de Palos de la Frontera y La Rabida, el parque botánico José Celestino Mutis y el Muelle de las Carabelas.

### Moguer

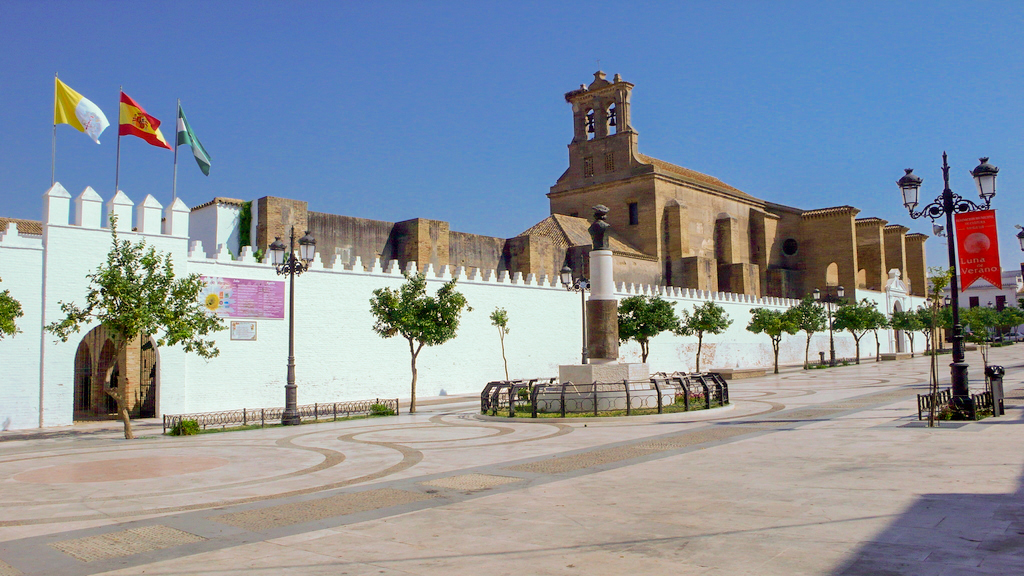
Monasterio de Santa Clara, en Moguer.

Las actuaciones acontecidas en el municipio de Moguer tuvieron una vertiente de recuperación y mejora del patrimonio relacionado con el descubrimiento, y por otro la celebración de todo tipo actividades a lo largo del año 1992 y parte de 1993.
Por lo que respecta a las restauraciones y mejoras realizadas en su patrimonio, fueron sufragadas con el Convenio Colon 92 suscrito con el Ayuntamiento de Moguer y las Consejerías de Cultura y de Obras Públicas de la Junta de Andalucía con un montante total de 500 millones de pesetas (3.000.000 €). 
Con esos recursos se acometieron en Moguer la restauración integral del Convento de Santa Clara, la restauración integral del Convento de San Francisco, la restauración integral de la Capilla del Hospital del Corpus Christi, la restauración del Castillo de Moguer, la rehabilitación de la Casa Natal Juan Ramón Jiménez, la reconstrucción del Puerto de Moguer y el paseo que lo une al casco urbano,  y la construcción del Archivo Histórico y  Biblioteca Iberoamericana.
En cuanto a las actividades destacaremos las siguientes:
- Coronación Canónica de la Virgen de Montemayor: Fue coronada canónicamente por el Señor obispo de Huelva, Don Rafael González Moralejo, el 15 de junio de 1991. (Video de la coronación)

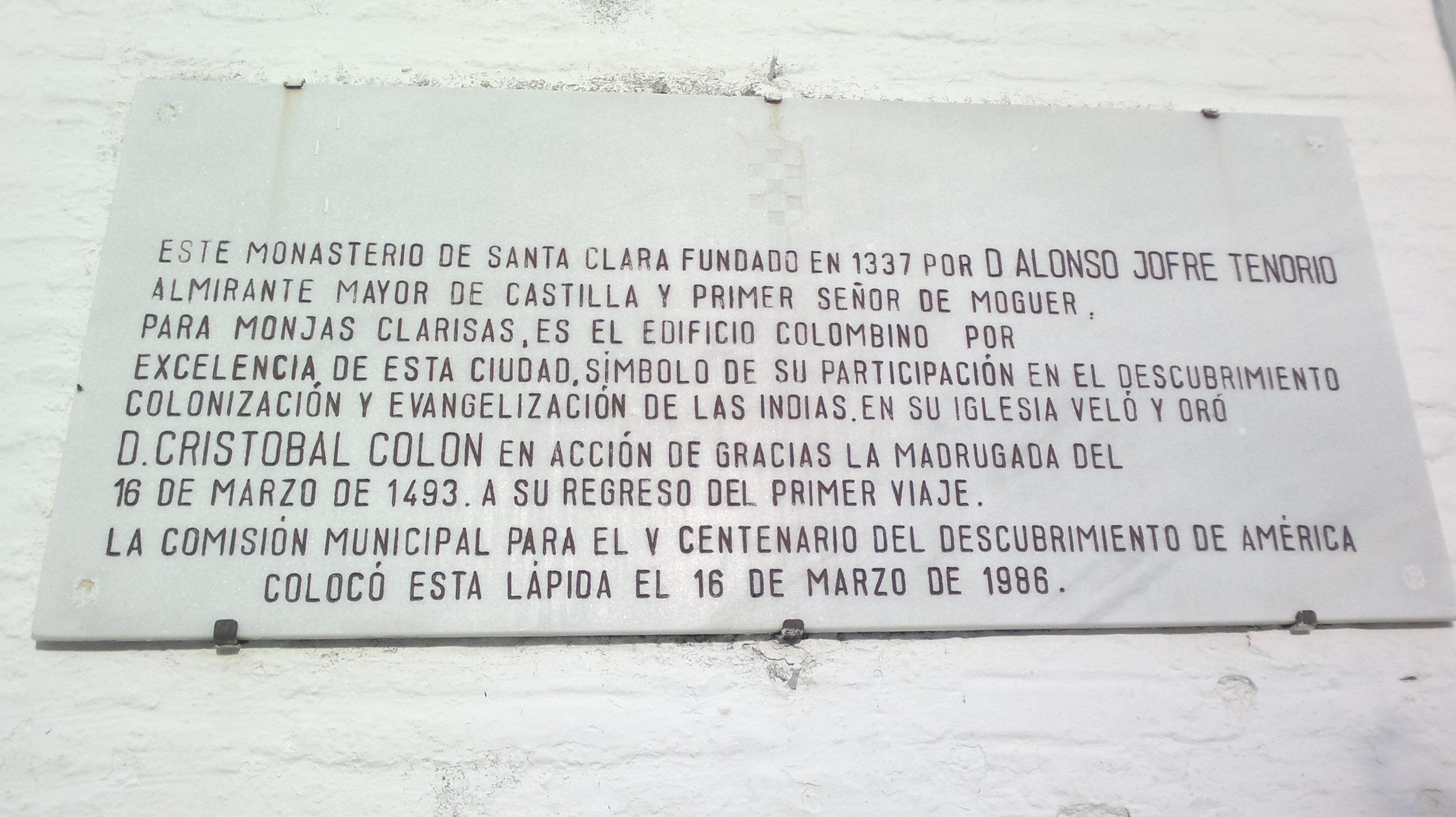
Placa conmemorativa del Voto Colombino.

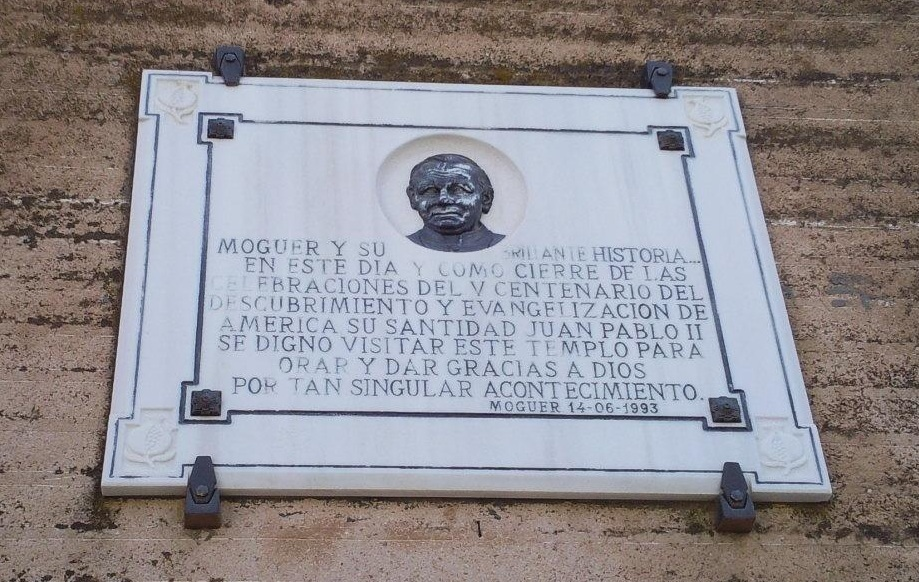
Placa develada por Juan Pablo II en su visita a Moguer.

- Celebración del Voto Colombino 1992:  El 16 de mayo coincidiendo con el acto institucional de la celebración del 499 aniversario del Voto Colombino celebrado en el Monasterio de Santa Clara, se celebraron el concierto de Olga Manzano y Manuel Picón, un recital del argentino Alberto Senda, una exposición Gilberto Rodríguez, y la inauguración de la Avenida V Centenario.

- Paso de la Antorcha olímpica: Como homenaje a los Lugares colombinos en la mañana del 13 de julio, la antorcha olímpica recorrió las calles moguereñas en su camino hacia las Olimpiadas de Barcelona.

- Exposiciones en el Monasterio de Santa Clara: El sábado 1 de agosto se inauguró en el Monasterio de Santa Clara  dos exposiciones artísticas encuadradas en los proyectos del Pabellón de Andalucía de la Expo 92 de Sevilla. La primera “Ur Madonna” del artista de Boston, Adrián Peper. Y la segunda “ Américas” de obras contemporáneas de artistas americanos.

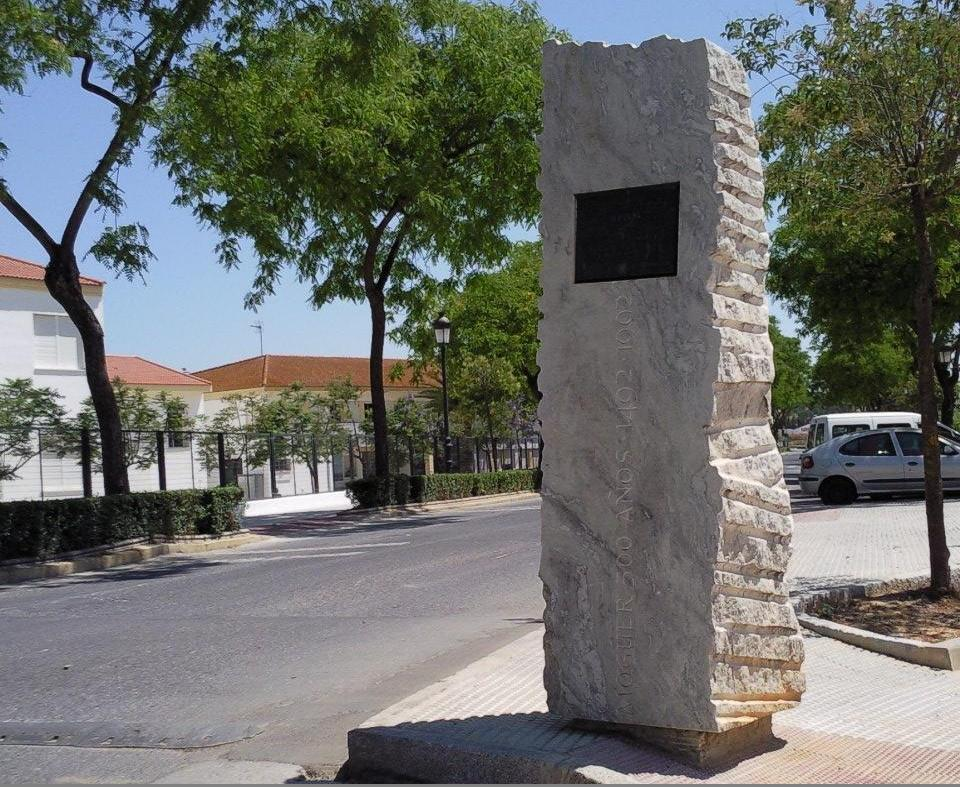
Avenida del V Centenario.

- Visita de los Reyes de España: El 3 de agosto de 1992 llegaron Don Juan Carlos I y Doña Sofía, en un helicóptero al Centro municipal de deportes, desde allí se dirigieron al Ayuntamiento donde le fue impuesto el “Perejil de plata” de la Fundación J.R.J., y saludaron a los Moguereños congregados en la Plaza del Cabildo con un discurso.

En esta visita a tierras Onubenses, no podía faltar una estancia de afecto, de reconocimiento histórico al pueblo de Moguer, que guarda con la gesta del Descubrimiento una relación privilegiada. La generosidad de Moguer dio cobijo, amistad y aliento a Cristóbal Colón y a su hijo, y en La Rábida se ha plasmado para la inmortalidad este episodio…
Fragmento del discurso.

Posteriormente acompañados del Presidente de la Junta de Andalucía, Manuel Chaves, inauguraron la Exposición “Moguer 500 Años” y visitaron las exposiciones del Convento de Santa Clara,  desde donde regresaron al Centro municipal de deportes de nuevo para salir en helicóptero.
- Exposición “Moguer 500 Años” : El 3 de agosto los reyes inauguraron la exposición en el  Convento de San Francisco. Ésta  se estructuraba en siete grandes áreas: Arte y Religiosidad; Moguer y América; Iglesia y sociedad; Gobierno y Administración; Mitos y Figuras; Arquitectura y Urbanismo; y Moguer y el Vino.

Entre los documentos expuestos destacan el Privilegio Rodado de Alfonso X el Sabio, por el que se otorga la alquería de Moguer a la Orden de Santiago. El título de Ciudad otorgado por Felipe IV, o la documentación sobre la visita de la Reina regente María Cristina a Moguer en 1892, con motivo del IV Centenario.
En cuanto a las obras artísticas El niño Jesús de las lágrimas, la Virgen de la Granada, la imagen de Padre Jesús Nazareno, las coronas de la virgen de Montemayor y su Hijo, cartas y expedientes que nos hablan de la relación de Moguer con el Nuevo Mundo, etc.
- Actos del 12 de octubre: Con motivo de V centenario del descubrimiento de América se inauguró en Moguer el Monumento a los Hermanos Niño y la Avenida Hnos. Niño, como homenaje a sus ilustres hijos.

- Participación en la Regata Colombina: El 28 de noviembre el Ayuntamiento de Moguer participó en la Regata Colombina con el yate copatrocinado “Niña”.

- Celebración del Voto Colombino 1993: Coincidiendo con la celebración del acto institucional del 500 aniversario del Voto Colombino celebrado en el Monasterio de Santa Clara, se realizó la presentación del libro de Antonio Checa “La prensa en Hispanoamérica”, la inauguración de la Avenida de América y el pleno de clausura del “Patronato provincial del V Centenario”.

- Visita del papa Juan Pablo II:[3][4]  El 14 de junio de 1993, dentro de su recorrido por los Lugares colombinos y el Rocío, el Papa fue recibido en la Iglesia Ntra. Sra. De la Granada, la cual visitó y oró ante la Virgen de Montemayor, inauguró una placa conmemorativa, recibió la distinción de Huésped de Honor del Ayuntamiento, y firmó un pergamino recuerdo de su visita.

También tuvo lugar a lo largo de 1992 las visitas de Parlamentarios andaluces, componentes de la Comisión Parlamentaria Andaluza del V Centenario; veinte Congresistas y Senadores; la Comisión Nacional del V Centenario; el expresidente de la República Italiana Giulio Andreotti, el alcalde de Roma y el presidente de la Pontificia Academia Mariana de Roma; y los asistentes al congreso Mariano Y Mariológico.

## Conmemoración en laProvincia de Huelva

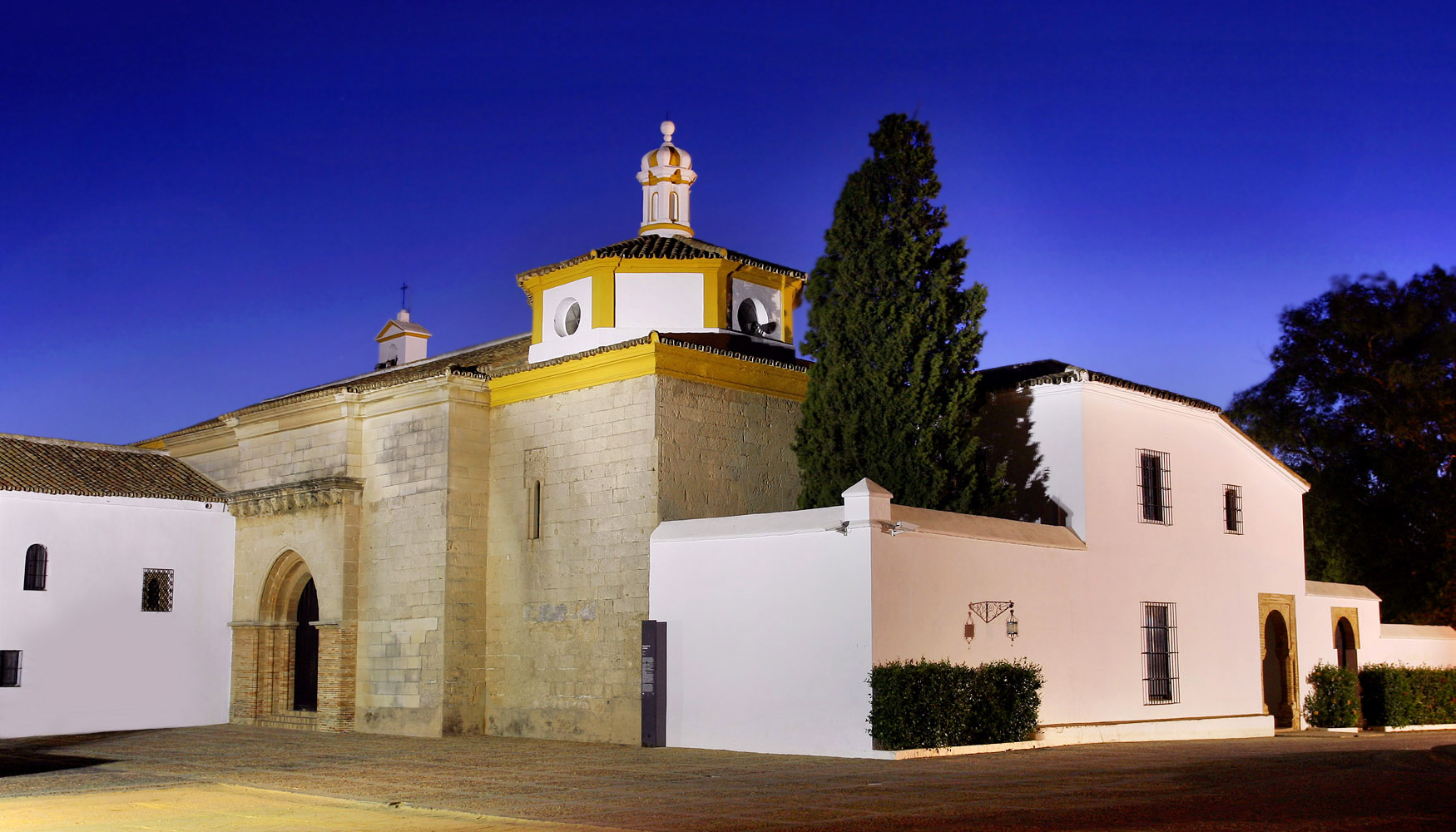
Monasterio de La Rábida, Palos de la Frontera (Huelva).

En la provincia de Huelva se constituyó entre la Exma. Diputación Provincial y los Ayuntamientos de Moguer y Palos de la Frontera, el Patronato Provincial del V Centenario con el objetivo de organizar las actividades a desarrollar en la provincia.
De entre los actos celebrados cabe destacar:
- Feria Provincial V Centenario: Se inauguró el 4 de julio  con un variopinto muestrario de las ofertas culturales, lúdicas, históricas y profesionales de la provincia onubense.

- Congreso Mariano y Mariológico: Celebrado desde el 24 de septiembre en la Diócesis de Huelva.

- Regata Náutica Colombina: Se organizó por vez primera el 28 de noviembre de 1992. Salió desde la Punta del Sebo con dirección a Miami.

## Exposición Universal de Sevilla

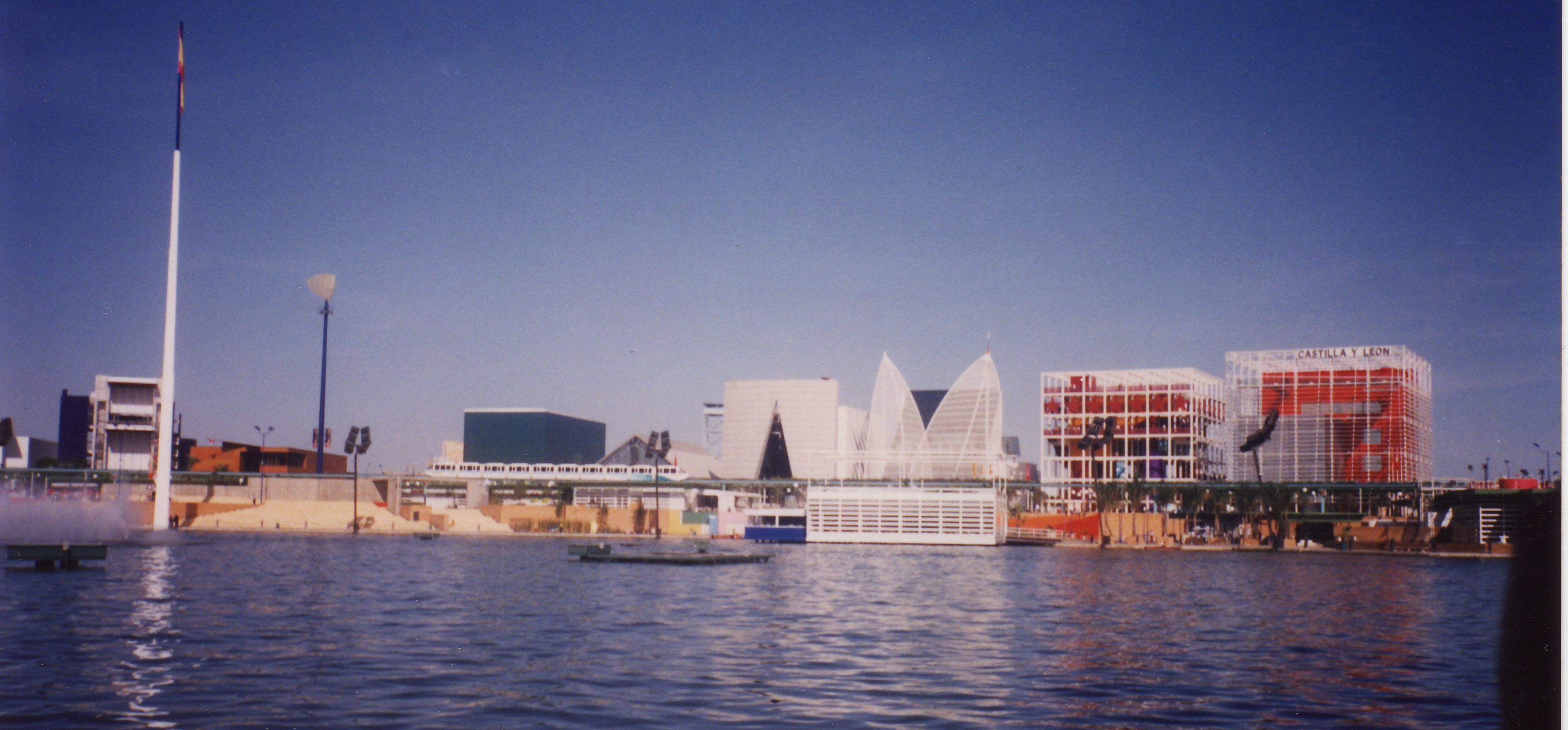
Panorámica del Lago de España con los pabellones autonómicos al fondo.

La Exposición Universal de Sevilla 1992 se celebró en la capital de Andalucía (España) en el año 1992, y fue conocida popularmente como "Expo'92" o "la Expo".
Como toda Exposición Universal posterior a 1931, estuvo regulada por la Oficina Internacional de Exposiciones. Tuvo una duración de seis meses, comenzó el 20 de abril y finalizó el 12 de octubre coincidiendo la fecha con el V Centenario del Descubrimiento de América, debido a este hecho su lema fue "La Era de los Descubrimientos".
La mascota oficial de la Expo 92 se llamó Curro, un simpático pájaro de pico y cresta multicolor.

## Otros actividades celebradas en España
- Cumbre de jefes de Estado iberoamericanos en Madrid
- Congresos de historiadores
- Reconstrucción de las carabelas y travesías realizadas con ellas rememorando el viaje descubridor
- Ediciones de documentos históricos en facsímil
- Acuñaciones de monedas conmemorativas
- Otros muchos eventos patrocinados por la Sociedad Quinto Centenario: Eventos deportivos, proyectos de cooperación, etc.
- Aunque no relacionado directamente con la conmemoración, el hecho de que Juegos Olímpicos de 1992 se celebraran en España, específicamente en Barcelona, también es considerado como un hito que realzó la imagen de este país en el contexto de esta rememoración histórica.[5][6]

## Celebraciones en el resto del mundo
En otras ciudades del mundo se realizaron actos para conmemorar el aniversario, como en Génova (Italia), supuesta ciudad natal de Cristóbal Colón, donde se realizó una Exposición Internacional, así como en el Nuevo Mundo, especialmente en Nueva York (en la forma de Columbus Day) y otras ciudades costeras.
En el continente americano se disputó con el reconocimiento de la FIA el Rally Gran Premio V Centenario, una carrera con salida en la ciudad de Buenos Aires y la meta en Nueva York. La prueba arrancó el 12 de octubre y visitaba Caracas, Miami, entre otras localidades, sobre un itinerario que constaba de 11.985 km. La llegada a Nueva York estaba prevista para el 14 de noviembre.